# FIPS 10-4
Tiêu chuẩn FIPS 10-4 dành cho các nước quốc gia độc lập, phụ thuộc, đặc khu hành chính... ký hiệu bằng 2 chữ cái, và được sử dụng trong chính phủ Hoa Kỳ, in trong nhiều sách địa lý của Mỹ, như quyển CIA World Factbook.Tiêu chuẩn này được coi giống như tiêu chuẩn DAFIF 0413 ed 7 Amdt. No. 3 (11-2003) và DIA 65-18 (viết tắt của chữ Defense Intelligence Agency - Cục tình báo quốc phòng,1994,"Geopolitical Data Elements and Related Features").
Mã FIPS 10-4 tương tự như mã quốc gia ISO 3166-1 alpha-2 (không phải giống hoàn toàn).Tiêu chuẩn cũng bao gồm các mã dành cho độ quan trọng cao của các quốc gia, nó tương tự nhưng thường đối nghịch với tiêu chuẩn ISO 3166-2